# Imperia Online
Imperia Online è un videogioco strategico in tempo reale multiplayer di massa, creato dall'azienda bulgara Imperia Online S.p.a.. Il videogioco viene lanciato il 23 agosto del 2005. Il tema principale del gioco è la strategia militare, tipica dell'epoca del Medioevo. Imperia Online ha oltre 40 milioni di utenti registrati ed è stato tradotto in più di 30 lingue. L'ultima versione del gioco è la versione 6, ma ci sono reami attivi anche nella versione 5.

## Modalità di gioco
Imperia Online è un gioco ambientato nel Medioevo. L'ultima versione del gioco, la versione 6, si chiama "I Grandi Uomini" però ci sono ancora reami attivi anche nella versione 5. Ogni giocatore comincia come imperatore di una provincia non ancora sviluppata. La provincia si può sviluppare tramite le varie costruzioni e tramite l'aggiornamento degli edifici economici e militari, tra cui quelli per la produzione di risorse, come anche tramite la costruzione delle due università dove si lanciano ricerche. In una fase più avanzata c'è anche la possibilità di reclutamento e addestramento delle unità militari con cui i giocatori attaccano le altre province allo scopo di saccheggiare le loro risorse e con cui si difendono dagli attacchi nemici. Dopo la costruzione dell'edificio Mercato, i giocatori possono commerciare tra di loro con le risorse disponibili. L'annessione di nuovi territori insieme alla fondazione delle colonie, costituiscono l'impero. I giocatori hanno la possibilità di comunicare tra di loro, tramite i messaggi privati nel gioco, e di aderire alle alleanze per poter aiutarsi nel nome dello sviluppo economico e militare.

### Primi passi
È necessario che il giocatore si registri gratuitamente tramite ImperiaOnline.org inserendo la sua e-mail, il nome utente e la password. È possibile anche la registrazione tramite un account di social network. Una volta effettuato l'accesso al gioco ognuno deve seguire i passi del tutorial che fornisce le informazioni sui principali moduli del gioco e sulle ricompense ricevute nel momento in cui i moduli vengono completati con successo. Dopo il tutorial al giocatore si fornisce la possibilità di completare alcune missioni che portano allo sviluppo della provincia. Fino al raggiungimento dei 1000 punti ogni giocatore può usufruire della protezione del principiante che vieta gli attacchi nemici.

### Risorse
Le risorse sono necessarie per lo sviluppo delle province e per l'addestramento delle unità militari. Il legno, il ferro e la pietra vengono ottenuti nei rispettivi edifici: segheria, miniera di ferro e cava di pietra. Con l'aggiornamento di questi edifici si aprono più posti di lavoro e da qui aumenta anche la produzione delle risorse. La quarta risorsa è l'oro. Si usa per la maggior parte delle ricerche, per l'addestramento delle unità militari e per la costruzione degli edifici. L'oro è anche la valuta universale per commerciare con le altre tre risorse. L'oro si ottiene imponendo delle tasse alla popolazione, tramite la vendita delle risorse al mercato, dopo un assedio della fortezza riuscito, tramite il deposito nella banca e come premio dai forzieri con i bonus. Sulla mappa globale del gioco si trovano anche varie risorse speciali, più di 50 tipi, che forniscono vari bonus alla produzione delle risorse, alle caratteristiche delle unità militari, all'accumulazione di esperienza, ecc.

### Edifici
Nella capitale ci sono 29 edifici in totale che si costruiscono e aggiornano tramite il Municipio. Gli edifici sono suddivisi in due tab: economici e militari. Ogni edificio ha la propria funzione speciale. Le due università, per esempio, consentono lo sviluppo delle ricerche militari ed economiche.

### Province
All'inizio ogni provincia è come un piccolo villaggio che il giocatore gestisce. La costruzione degli edifici, le ricerche e l'addestramento dell'esercito favoriscono l'estensione della provincia sulla mappa globale. Più in avanti il giocatore annette nuovi territori che hanno lo stato di province. Vengono sviluppati allo stesso modo come la capitale: si costruiscono degli edifici, si prende cura della popolazione, delle risorse e le unità militari vengono utilizzate per il bene della provincia. In confronto alla capitale le altre province hanno degli svantaggi: lì non si possono costruire le due università, il palazzo, le sedi centrali, la banca, le meraviglie, ecc. Un altro modo per poter estendere l'impero è la colonizzazione di territori.

### Alleanze
Le alleanze sono gruppi di giocatori che condividono le proprie strategie sul gioco. I membri dell'alleanza donano risorse all'alleanza che si possono investire negli edifici e nelle ricerche dell'alleanza, nella dichiarazione di una guerra, per aumentare l'influenza e per ottenere una supremazia nel reame. I membri hanno la possibilità di aiutarsi inviandosi dell'oro. C'è anche un'altra classifica, quella delle alleanze, nella quale le alleanze competono fra loro in base alla somma totale dei punti degli alleati.

### Battaglie
Il modello militare in Imperia Online è complesso e dettagliato, nonostante che si basi solo su 5 tipi di unità militari. Le unità sono: spadaccini, lancieri, arcieri, cavalleria e macchine d'assedio. Il sistema di combattimento esige dal giocatore un modo di pensare strategico e tattico, come anche l'uso della formazione giusta visto che l'esito della battaglia si calcola automaticamente nel momento dello scontro e le unità militari non possono essere controllate direttamente. Ci sono 3 tipi di attacchi: battaglia campale, assedio della fortezza e saccheggio. Nel primo tipo l'esercito combatte contro l'esercito campale dell'avversario senza che in seguito la battaglia acquisti il carattere di assedio della fortezza o di saccheggio uccidendo la popolazione nemica. L'unico profitto per l'attaccante sono i punti militari accumulati dai soldati nemici uccisi e i punti onore. Dopo l'assedio della fortezza si portano via le risorse dell'avversario. Durante il saccheggio, il terzo tipo di battaglia, l'esercito attacca la popolazione civile del nemico. Per ogni contadino ucciso l'attaccante vince oro. Si perdono però punti onore. Lo spionaggio è un'altra parte importantissima del modello militare perché fornisce al giocatore delle informazioni riguardanti l'impero dell'avversario che potrebbero essere determinanti per l'esito della battaglia.

### I Grandi uomini
I Grandi uomini sono il biglietto da visita della versione 6. Rappresentano il concetto di nobili: l'imperatore, che può accumulare esperienza in due discipline diverse, e la corte imperiale. Come governatore di una provincia l'imperatore usa abilità che aumentano la produzione delle risorse e la forza dell'esercito. Come generale l'imperatore ottiene abilità che migliorano le sue capacità militari. Ogni grande uomo nasce con determinati talenti e quindi la scelta attenta degli eredi è la chiave verso l'amministrazione stabile. Nel 2018 nel gioco è stata introdotta la Prigione sotterranea. Se il giocatore perde le battaglia, è possibile che il generale del giocatore sconfitto venga catturato dall'esercito nemico.

### Vincitore del Reame
All'inizio della versione 5 l'alleanza vincitrice veniva annunciata dopo una competizione tra le alleanze. Durante questa competizione le alleanze cercavano di conquistare i castelli nel rispettivo reame per ottenere l'influenza che questi castelli fornivano. Per vincere il reame l'alleanza doveva mantenere almeno il 60% dell'influenza per un determinato periodo di tempo (a seconda della velocità del reame) dopodiché si annunciava l'alleanza vincitrice e l'era finiva.
Dall'inizio del 2016 tutte le ere in tutti i reami di Imperia Online hanno una data fissa di fine, che si annuncia anticipatamente dal sistema. Vincitrice del reame viene considerata l'alleanza che ha la percentuale più alta di influenza alla fine del reame oppure l'alleanza che ha il valore netto più alto, a patto che nessuna alleanza abbia influenza.

### Eventi globali
Gli eventi globali sono sfide epiche che Imperia Online propone ai suoi giocatori. Le nuove fortezze colossali appaiono per la prima volta nella versione 6 e richiedono tantissime abilità. La Fortezza oscura, il Teschio dell'abbondanza, la Torre della sapienza, la Prigione di pietra e il Castello eterno sono solo una parte delle sfide che uniscono reami interi che cercheranno di conquistarli.

### La Sala della gloria
Nel 2018 è introdotta anche la Sala della gloria. Dentro c'è la storia di tutte le ere e di tutti i reami di Imperia Online per l'ultimo anno. Ogni visitatore della pagina ufficiale può vedere la storia del gioco e quali sono i migliori giocatori per il rispettivo reame.

## Storia
L'idea del gioco è di Dobroslav Dimitrov, che è responsabile del progetto del gioco, e di Moni Donchev, che è responsabile del codice di programmazione del progetto.
Il 23 agosto del 2005 nella rete parte il primo reame di Imperia Online. Nel 2006 la versione 2 e la versione 3 partono contemporaneamente. Esistono parallelamente alla versione 1 e propongono un gameplay alternativo per i diversi gusti dei giocatori. Il gioco è stato tradotto in 12 lingue grazie ai fan e ai community manager. Nello stesso anno si tiene anche il primo torneo di Imperia Online: le "Invasioni nomadi". Nel 2008 parte la nuova versione del gioco: la versione 4 che più tardi servirà come prototipo della versione 5. La versione 4 è di un gameplay molto più complicato e arricchito; subisce anche dei miglioramenti visuali e di conseguenza si forma la versione 4A. Nello stesso anno si tiene anche la prima edizione per la versione 4 del torneo "Invasioni nomadi". Nel 2010 parte la versione 5: "L'era delle conquiste". In essa sono introdotti nuovi effetti visuali e moduli, come anche una seconda razza oltre gli imperiani: i nomadi.
Nel 2011 nei reami della versione 5 si tiene il torneo "Invasioni nomadi". Per prima volta i giocatori partecipano al Campionato mondiale di Imperia Online. Nel 2012 si lanciano anche il Reame tattico e il reame Mega Blitz che offrono ai giocatori provetti sfide supplementari. La versione 5 di Imperia Online è disponibile anche sulla piattaforma iOS. Si tiene il Campionato mondiale di Imperia Online. Nel 2013 il gioco è inserito nel più grande social network russo: Odnoklassniki. Si tiene l'ultima edizione del Campionato mondiale sulla base della versione 5. La versione 5 è disponibile in Мой Мир e parte anche sulla piattaforma di Android. Di nuovo nel 2013 viene presentata la sesta, e ultima, versione di Imperia Online: "I Grandi Uomini". Ha una grafica del tutto nuova, una meccanica del gioco arricchita, nuovi moduli, il più interessante dei quali si chiama appunto "I Grandi Uomini". Nel 2014 il gioco è reso disponibile per i sistemi iOS e Android, come anche per la rete sociale Facebook. Nello stesso anno il gioco è reso disponibile anche per vari portali come Yahoo!, ProSieben, Wild Tangent, Grupa Onet, RBK Gаmes. Viene rafforzata anche la collaborazione con Mail Ru Group con l'integrazione della versione 6 in Odnoklassniki, Мой Мир e VKontakte.
Nel 2015 Imperia Online per Windows Phone viene pubblicato da Game Troopers e il gioco diventa il primo titolo bulgaro per Xbox di Microsoft. Il gioco presenta varie sfide grazie agli Eventi globali, come la Fortezza oscura, il Teschio dell'abbondanza, la Torre della sapienza e la Prigione di pietra. Nello stesso anno nel gioco si tiene la 10ª edizione del torneo "Invasioni nomadi". Alla fine dell'anno è stata introdotta anche per prima volta la grafica invernale. Nel 2016 è stato introdotto un nuovo modulo, il Negozio imperiale, dove ci sono vari articoli come booster che danno esperienza, oggetti che riducono il tempo di costruzione degli edifici civili e militari, che riducono il tempo delle ricerche, oggetti che aumentano la forza dell'esercito durante la battaglia e altre offerte esclusive. È stato creato anche il reame più avvincente, il reame Blitz Masters, che si caratterizza per le varie regole che lo rendono estremamente competitivo. Nello stesso anno il gioco Imperia Online è approvato per la più grande piattaforma online: Steam. Si tengono le prime Olimpiadi imperiali: i Giochi estivi 2016.
Nel 2017 il gioco Imperia Online è stato pubblicato da Play 3arabi con il nome Kingdoms Online per iOS e Android. Il gioco è interamente tradotto in arabo e il contenuto, tra cui la colonna sonora e la grafica del gioco, è adattato. Nello stesso anno ClanPlay è inserito in Imperia Online: un'applicazione che migliora la comunicazione tra i giocatori. Sono state introdotte anche nuove Meraviglie migliorate. Si tengono le successive Olimpiadi imperiali: i Giochi invernali 2017. Per facilitare i giocatori, è introdotto anche un nuovo metodo di pagamento: Trustly. All'inizio del 2018 Imperia Online è disponibile in Samsung Galaxy App Store e MI App store. Verso la fine dello stesso anno il gioco è lanciato anche in Huawei AppGallery, KakaoTalk e One Store. Durante Huawei Connect Europe 2018 il gioco è presentato ufficialmente come una delle principali strategie. Sempre nello stesso anno Imperia Online partecipa all'evento di beneficenza War Child assieme ad altri sviluppatori di giochi mobili. Per l'evento Armistice nel gioco è introdotto uno speciale pacchetto premium e tutti i soldi da questo pacchetto sono stati donati per aiutare i bambini colpiti dalla guerra.
All'inizio del 2019 la Chat globale è introdotta in tutti i reami: un'opzione che migliora l'elemento sociale nel gioco e consente ai giocatori di comunicare contemporaneamente in un solo luogo. Poi in Imperia Online si tiene il torneo "Invasioni nomadi: Guerra civile" dove i giocatori hanno la possibilità non solo di combattere contro le orde nomadi ma anche tra di loro. Più tardi, sempre nel 2019, inizia il primo torneo Battle royale in Imperia Online: un torneo PvP del tutto autonomo. Imperia Online appare per la prima volta anche in LootBoy, BILD e Wanted 5 Games. Nello stesso tempo il gioco è stato inserito nel portale Kixeye: lo sviluppatore di War Commander e Battle Pirates. Sempre nel 2019 Imperia Online partecipa a War Child sviluppando e lanciando pacchetti speciali nel gioco. La somma ottenuta da questi pacchetti è donata direttamente a War Child Armistice. Durante l'autunno si tiene anche il Campionato mondiale di Imperia Online e la vincitrice è la squadra rumena. Inoltre, in occasione del 10º anniversario della versione mobile del gioco alcuni dei giocatori bulgari più conosciuti in YouTube sono diventati leader di alleanze d'élite nel reame che si chiama "Influencer wars".
Il primo torneo del 2020 è il torneo annuale chiamato Giochi invernali dove, a differenza degli ultimi due anni, vincitore è RoyalSquad. Nel maggio dello stesso anno il Campionato mondiale di Imperia Online si svolge con il motto "Un mondo sotto assedio", con più di 30 squadre. Alla fine dell'estate si è svolto il torneo Giochi estivi dove molte squadre dagli anni precedenti si sono unite per combattere: Mercenarios, DeathSquad, ForceAwakens e OldFriends. Con l'inizio dell'autunno Imperia Online celebra il decimo anniversario del Campionato mondiale per il quale sono stati creati eventi e tornei speciali nel gioco. Questa è la prima volta quando il torneo si tiene due volte in un anno. L'alleanza vincitrice, per una seconda volta, è quella rumena.
Il 2021 è iniziato con il torneo “Reame delle leggende” e il titolo è stato conquistato dal team sorin3o, seguito dal torneo annuale dei Giochi invernali vinto da DeathSquad. Sono stati aggiunti due nuovi moduli: campi di risorse e oggetti dell'alleanza, disponibili per tutti i reami dopo il reset di ciascuno. Il torneo Invasioni nomadi è stato lanciato a marzo, seguito dalla quarta edizione di Dominion Rush a maggio, alla quale hanno partecipato 29 squadre. Il torneo "Eternal War" è iniziato a giugno con il titolo conquistato dalla squadra Russian_Empire. Luglio ha segnato il lancio della nuova edizione del torneo individuale in formato "Battle Royale" - Imperia Online Battle Royale che è l'ambiente PvP in solitario più difficile mai creato. Agosto ha segnato il 5º anniversario dei Giochi estivi, mentre a settembre 2021 il 10º anniversario della Coppa del Mondo è stato segnato e vinto dalla squadra rumena per la terza volta consecutiva.

## Tornei
In Imperia Online si tengono vari tornei. Fino al 2021 ci sono stati i seguenti tornei: Invasioni nomadi, Lega dei Campioni, Guerra di supremazia, le Olimpiadi imperiali e Reame delle leggende (Giochi estivi, Giochi invernali e Giochi primaverili) e il Campionato mondiale. Nel 2017 si tiene per la prima volta il torneo Competizione territoriale. Nel 2018 si lancia il primo torneo con un montepremi di 5000 euro: Nomad All Stars.
| Anno | Campione mondiale |
| ---- | ----------------- |
| 2011 | Bulgaria          |
| 2012 | Bulgaria          |
| 2013 | Croazia           |
| 2014 | Brasile           |
| 2015 | Croazia           |
| 2016 | Polonia           |
| 2017 | Bulgaria          |
| 2018 | USA               |
| 2019 | Romania           |
| 2020 | Romania           |